# RBS 70
Az RBS 70 (Robotsystem 70) egy kis hatótávolságú, hordozható légvédelmi rakéta rendszer amelyet a Saab Bofors Dynamics vállalat fejleszt és gyárt. A változattól függően 5-10 km-es hatótávolságú rakéta igazi export siker lett: mintegy 21 ország hadereje rendszeresítette 1977-es bemutatkozása óta. Számos fegyveres konfliktusban bevetésre került, ahol is több repülőgép lelövésében is közreműködött.

## Kialakítása és jellemzői
A rakéta érdekessége, hogy más hasonló hordozható légvédelmi rakétákkal ellentétben nem passzív infravörös rávezetést alkalmaz, hanem félaktív lézeres rávezetéssel közelíti meg a célpontját. Ennek a megoldásnak az előnye, hogy nem, vagy csak nehezen zavarható. Hátránya viszont az, hogy a kezelőnek a találatig nyomon kell követni a rakétát biztosítva a folyamatos lézeres cél megjelölést. A mai katona repülőeszközök közül sok fel van már szerelve lézerérzékelővel, ami riasztja pilótát ha lézervezérlésű rakétát indítanak ellene időt adva neki a kitérő manőverekre.
Az indító egy könnyű hordozható állványra helyezve használható. A vetőcső tüzelés után eldobható, míg az állván és az irányzó berendezése újrahasznosítható. A legmodernebb RBS 70NG változat járművekről és hadihajókról távirányítással is alkalmazható. 

## Típusváltozatok
Az első, Mk 1-es változatot hamar követte az éjjellátó irányzékkal felszerelt Mk 2 változat. Ezek az RBS 70 első változatai, amelyek maximum 5000 m távolságra és legfeljebb 3000 m-es magasságon repülő célok ellen voltak hatásosak.
2003-ban a "BOLIDE" néven egy modernizációs programot indítottak az RBS 70-hez. A BOLIDE rakétája gyorsabb (Mach 2 a korábbi Mach 1,6 helyett), hatótávolsága akár 8 km is lehet és 6 km magasságban repülő célokat is elérhet. Az új rakéták szállítását 2005-ben kezdték meg a megrendelőknek.
A legújabb változat az RBS 70 NG, amely már 9 km-re és 5 000 méteren repülő célokat is elérhet.

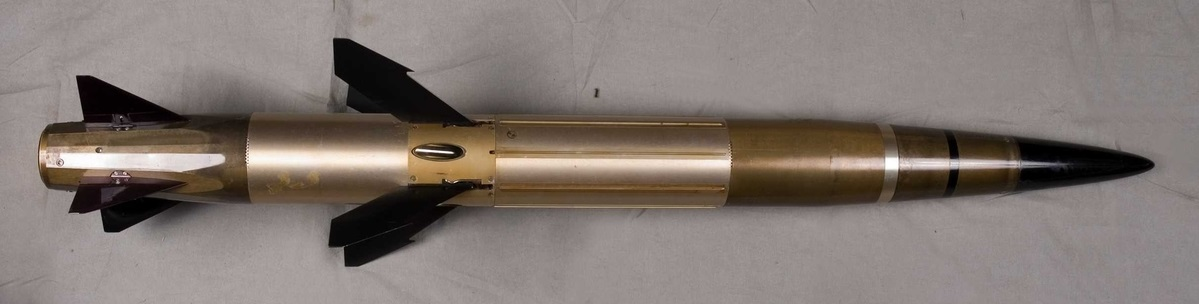
Az RBS 70 rendszer rakétája
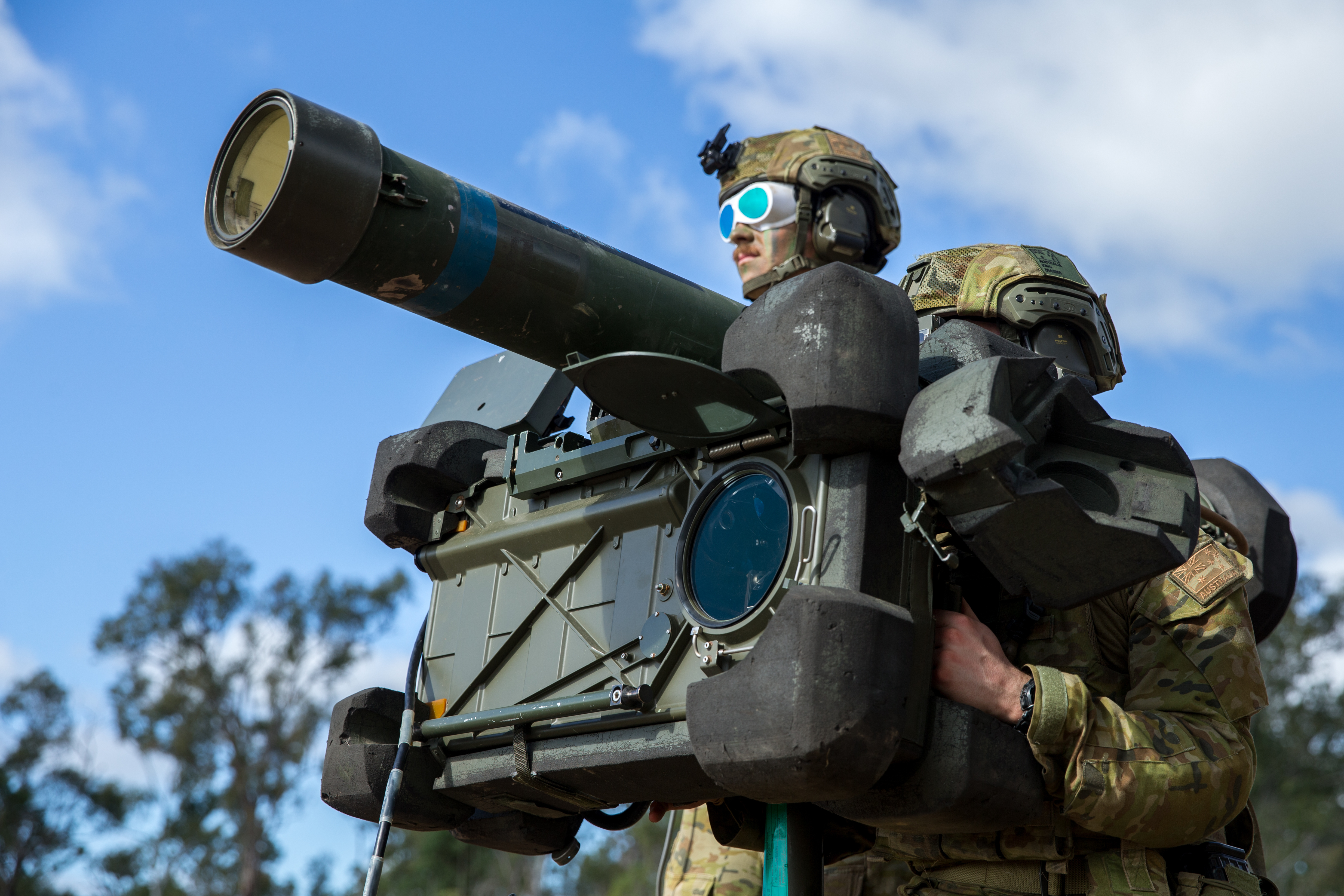
A rendszer egy 2021-es ausztráliai gyakorlaton
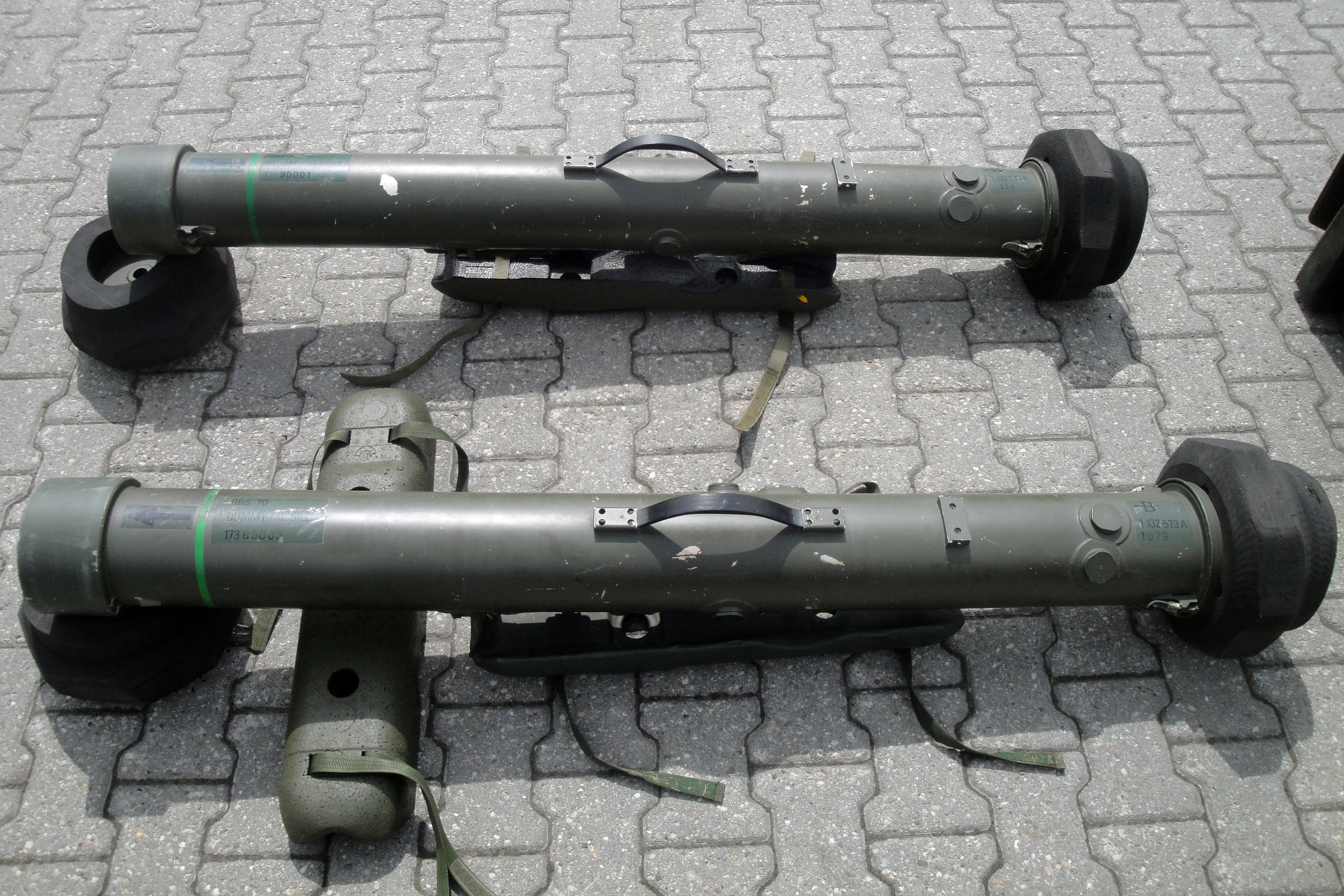
Betöltésre váró rakétakonténerek